# Phytoöstrogene
Phytoöstrogene, auch Phytoestrogene, sind sekundäre Pflanzenstoffe, zu denen unter anderem Isoflavone und Lignane gehören. Sie sind keine Östrogene im chemischen Sinne, sondern besitzen lediglich strukturelle Ähnlichkeit mit diesen. Diese Ähnlichkeit ermöglicht eine Bindung an Estrogenrezeptoren, wodurch eine östrogene oder auch antiöstrogene Wirkung erzielt werden kann. Ihre Wirkung ist wesentlich geringer als die von Östrogen. Die bekanntesten Phytoöstrogene sind die Isoflavone Genistein, Daidzein und Coumestrol.

## Entdeckung
Die erste Pflanze, deren phytoöstrogene Wirkung überliefert wurde, ist das Sylphion (Ferula historica). Es diente als Verhütungsmittel, und die Nachfrage danach war so groß, dass es im 2. oder 3. Jahrhundert n. Chr. wegen Übernutzung ausstarb.
Den Chemikern Loewe und Spohr gelang 1926 erstmals der Nachweis des Phytoöstrogens Östriol in Weidenkätzchen (200 Mäuseeinheiten (ME) östrogene Wirksamkeit pro kg Frischsubstanz). In den folgenden Jahren wurden mehrere dieser Stoffe in verschiedensten Pflanzen, wie z. B. Palmenkernen, Rhabarberwurzeln und Rotklee nachgewiesen. Eine Darstellung von 36 verschiedenen Pflanzenöstrogenen gelang 1954 durch Bradbury und White.
Im Jahr 1930 wurden in Westaustralien Weideflächen unter anderen mit Erdklee (Trifolium subterraneum L.) für Schafzüchter erschlossen. 1941 beobachtete man schwerste Fruchtbarkeitsstörungen bis hin zur Sterilität bei den weiblichen Tieren, welche auf die Phytoöstrogene im Erdklee zurückgeführt werden konnten. Die männlichen Tiere wiesen eine starke Vergrößerung der akzessorischen Geschlechtsdrüsen auf, die oftmals bis zum Tod führte. Gleiche Schäden traten auch bei den Weidepflanzen Luzerne (Medicago sativa) und Rotklee (Trifolium pratense) auf und ließen sich ebenfalls für Rinder nachweisen. So berichtet Thain 1965 über auftretende Herdensterilität bei Jersey-Rindern in Tasmanien, wo die Weidenarbe bis zu 80 % aus Erdklee bestand. Weiterhin wurde in Israel 1966 von Lotan und Adler ein deutlicher Zusammenhang zwischen Verfütterung von Luzerne und Zyklusstörungen bei Rindern nachgewiesen. Auch ein Pilzbefall der Pflanzen und Silierung scheint die Östrogenwirkung der Pflanzen stark zu steigern. Bei Luzerne bewirkten Blattfleckenkrankheiten abnorm hohe Phytoöstrogengehalte (Krause 1970).

## Vorkommen in Lebensmitteln
Besonders reich an den Vorläufern der im menschlichen Organismus aktiven Isoflavone sind Sojabohnen und daraus hergestellte Produkte. Lignane finden sich vor allem in Sesamsamen und Leinsamen. Bis zu 1,5 % des Gewichts von Sesamsamen oder -öl bestehen aus Lignanen. Der Gehalt an Lignanen in Sesam ist sogar höher als in Leinsamen, welche früher als die reichste Quelle für Lignane galten. Weitere Quellen für Phytoöstrogene sind Hülsenfrüchte, Getreidekleie und Getreide. In etwas geringerer Konzentration sind sie auch in vielen Gemüse- und Obstsorten, Samen, Hopfen, Salbei, Tee und einigen alkoholischen Getränken wie Bier, Wein und Bourbon (Whiskey) enthalten. Wie hoch der Phytoöstrogengehalt eines Lebensmittels ist, wird zudem von Sorte, Klima, Pilzbefall, Erntezeit und Fruchtreife beeinflusst.
| Lebensmittel                       | Isoflavone mg/100 g (Frischgewicht) | Isoflavone mg/100 g (Trockengewicht) | Isoflavone mg/100 g |
| ---------------------------------- | ----------------------------------- | ------------------------------------ | ------------------- |
| Sojamehl, entfettet, roh           |                                     |                                      | 209,58              |
| Sojamilchhaut                      |                                     |                                      | 196                 |
| Sojamehl, vollfett, roh            | 178                                 |                                      |                     |
| Sojamehl                           |                                     | 171 –173                             | 172,5               |
| Sojamehl, vollfett, geröstet       |                                     |                                      | 165                 |
| Sojamehl entfettet                 |                                     | 155                                  | 151                 |
| Sojabohnen                         | 50–150                              |                                      |                     |
| Sojanüsse                          | 149                                 |                                      |                     |
| Sojabohnen-Flocken, entfettet      |                                     |                                      | 131,5               |
| Grüne Sojabohnen, reife Samen, roh |                                     |                                      | 128,8               |
| Sojaproteinkonzentrat              |                                     | 95-102                               |                     |
| Sojamilch-Quark, getrocknet        |                                     |                                      | 83,3                |
| Natto                              | 82                                  |                                      |                     |
| Miso                               | 60–77                               |                                      |                     |
| Sojabohnen-Flocken, vollfett       |                                     |                                      | 62                  |
| Sojachips                          | 54                                  |                                      |                     |
| Rotwein                            | 30–50                               |                                      |                     |
| Bier                               | 15–50                               |                                      |                     |
| Tofu                               | 14–50                               |                                      |                     |
| Edamame                            | 48,9-49                             |                                      |                     |
| Yuba                               |                                     | 45                                   |                     |
| Sojafaser                          |                                     |                                      | 44                  |
| Sojapaste                          |                                     |                                      | 38                  |
| Sojabohnen, reife Samen, gekeimt   | 34                                  |                                      |                     |
| Sojajoghurt                        |                                     |                                      | 33                  |
| Rotklee                            |                                     |                                      | 21                  |
| Sojalecithin                       |                                     |                                      | 15,7                |
| Sojamilch                          | 11                                  |                                      |                     |
| Sojamilch                          | 4,7–11                              |                                      |                     |
| Speck, fleischlos (USA)            | 9,4                                 |                                      |                     |
| Oncom                              |                                     |                                      | 9,7                 |
| Soja-Nudeln, flach                 |                                     |                                      | 8,5                 |
| Sojasoße                           | 5,2                                 |                                      |                     |
| Pistazien                          | 3,6                                 |                                      |                     |
| Chili con Carne mit Bohnen (USA)   |                                     |                                      | 2,4                 |
| Lakritze                           | 0,9                                 |                                      |                     |
| Erbsen                             | 0–7,3                               |                                      |                     |
| Bohnen                             | 0–6,3                               |                                      |                     |
| Sojabutter, vollfett               |                                     |                                      | 0,57                |
| Sojaöl                             | 0                                   |                                      |                     |

| Lebensmittel               | Lignane mg/100 g            |
| -------------------------- | --------------------------- |
| Sesamöl                    | 1.294,75                    |
| Sesam                      | 0,66 538,08 (mit sesaminol) |
| Leinsamen                  | 257,00–384,50               |
| Brokkoli                   | 98,51                       |
| Grünkohl                   | 63,00                       |
| Cashew (Nuss)              | 56,33                       |
| Rosenkohl                  | 50,36                       |
| Grüne Bohne                | 22,67                       |
| Kopfkohl                   | 21,51                       |
| Kürbiskerne                | 20,30–21,40                 |
| Sauerkraut                 | 18,30                       |
| Rotkohl                    | 18,10                       |
| Birne                      | 15,56                       |
| Paprika                    | 12,54                       |
| Aprikose                   | 11,57                       |
| Karfiol                    | 9,48                        |
| Rote Paprika               | 8,21                        |
| Karotte                    | 7,66                        |
| Grapefruit                 | 7,44                        |
| Zucchini                   | 7,02                        |
| Pfirsich                   | 6,83                        |
| Erdnuss                    | 6,80                        |
| Erdbeeren                  | 1,57-6,20                   |
| Mandarine                  | 5,80                        |
| Schwarze Traube            | 5,40                        |
| Nektarine                  | 4,71                        |
| Melone                     | 4,49                        |
| Kiwi                       | 4,17                        |
| Kartoffel                  | 2,89                        |
| Orange                     | 2,71                        |
| Grüne Weintraube           | 2,25                        |
| Roggenmehl                 | 1,46                        |
| Oliven                     | 1,25                        |
| Chicorée grün              | 1,17                        |
| Tee, Schwarz               | 1,10                        |
| Cranberry                  | 1,05                        |
| Rotwein                    | 1,00                        |
| Gurke                      | 3,80                        |
| Tomate (Ganze Frucht)      | 2,15                        |
| Moltebeere (Frucht)        | 1,85                        |
| Sonnenblumenkerne          | 0,81-1,52                   |
| Natives Olivenöl extra     | 1,08                        |
| Preiselbeere               | 0,83                        |
| Haferkleie                 | 0,79                        |
| Paranussbaum (Nuss)        | 0,78                        |
| Brombeere (Frucht)         | 0,77                        |
| Buchweizen (Vollkornmehl)  | 0,76                        |
| Kürbis                     | 0,69                        |
| Weizenkleie                | 0,66                        |
| Ananas                     | 0,66                        |
| Hafer (Vollkornmehl)       | 0,65                        |
| Brombeere                  | 0,57                        |
| Weichweizen (Vollkornmehl) | 0,52                        |
| Knoblauch                  | 0,52                        |
| Grüner Salat               | 0,48                        |
| Erdnüsse                   | 0,46                        |
| Linsen                     | 0,45                        |
| Spargel                    | 0,44                        |
| Brokkoli                   | 0,25–0,43                   |
| Weizen (Vollkorn)          | 0,41                        |
| Pflaume                    | 0,40                        |
| Karotten                   | 0,38                        |
| Süßkartoffel               | 0,33                        |
| Aprikose, getrocknet       | 0,32                        |
| Sojamehl                   | 0,30                        |
| Nüsse                      | 0,09–0,25                   |
| Sojabohnen                 | 0,01–0,20                   |
| Weiße Bohnen               | 0,20                        |
| Mungbohne                  | 0,18                        |
| Walnuss                    | 0,13                        |
| Roggen                     | 0,11                        |
| Gerste                     | 0,05                        |

| Lebensmittel    | Coumestrol μg/100 g |
| --------------- | ------------------- |
| Alfalfasprossen | 1.197               |
| Mungobohnenspr. | 685                 |
| Sojabohnenspr.  | 537                 |
| Pintobohnen     | 301                 |

| Lebensmittel       | Formononetin μg/100 g |
| ------------------ | --------------------- |
| Lakritze           | 1.493                 |
| Alfalfasprossen    | 1.126                 |
| Grüne Bohnen       | 1055                  |
| Sojabohnensprossen | 187                   |

## Ökologische Bedeutung
Eine Pflanzenart, die Phytoöstrogene produziert, hat den Vorteil, dass die Population ihrer Fressfeinde, z. B. Schafe und Vögel, durch die fertilitätsmindernde östrogene Wirkung in Grenzen gehalten wird. Dadurch hat die Art eine größere Überlebenschance. Dies ist allerdings nur ein ökologischer Sekundäreffekt, da er die einzelne Pflanze selbst nicht vor dem Fressfeind schützt. Die wesentliche biologische Bedeutung liegt in der Eigenart dieser Polyphenol-Verbindungen als Farb-, Gerb- und Bitterstoff, welche die Pflanzen ungenießbar oder schwer verdaulich machen oder abschreckend erscheinen lassen. Viele Phytoöstrogene sind zudem Mikrobizide: Sie schützen die Pflanze vor Pilzen und Bakterien.

## Hormonelle und gesundheitliche Auswirkungen
Die gesundheitliche Bedeutung von Phytoöstrogenen wird vielfach diskutiert. Zum einen sagt man ihnen positive Effekte auf die Gesundheit und Lebenserwartung nach, daneben existieren auch Hinweise auf negative Eigenschaften bei zu hohen Mengen in der Nahrung. Trotz zahlreicher Studien gibt es bislang kein eindeutiges Bild der gesundheitlichen Wirkungen.
Begrenzte Forschungsergebnisse verbinden bestimmte Phytoöstrogene mit einem erhöhten Brustkrebsrisiko. Einige Studien haben jedoch das Gegenteil beobachtet.
Diskutiert werden positive Effekte bei Brustkrebs, Risiko Prostatakrebs, Risiko Prostatavergrößerung, Cholesterinspiegel, Risiko Osteoporose, Arteriosklerose, Depression, Stress und Linderung von Beschwerden in den Wechseljahren. Beobachtungen und Versuche an Tieren zeigten Einfluss auf die Fruchtbarkeit. Hingegen wurde bei Kindern, die lange und regelmäßig Phytoöstrogene konsumierten, im Erwachsenenalter kein Effekt festgestellt.

### Unterschiedliche hormonelle Auswirkung
Phytoöstrogene lagern sich an Östrogenrezeptoren in ihren Zellen an und beeinflussen möglicherweise die Funktion von Östrogen im ganzen Körper. Allerdings wirken nicht alle Phytoöstrogene auf die gleiche Weise. Es wurde gezeigt, dass Phytoöstrogene sowohl östrogene als auch antiöstrogene Wirkungen haben. Dies bedeutet, dass, während einige Phytoöstrogene östrogenähnliche Wirkungen haben und den Östrogenspiegel in ihrem Körper erhöhen, andere seine Wirkung blockieren und den Östrogenspiegel senken.

## Vorkommen im Körper von Menschen

### Babynahrung
Während in den USA Soja-basierte Babynahrung, welche einen hohen Anteil an Phytoöstrogenen enthält, ziemlich gebräuchlich ist, sind solche Präparate in Deutschland nur gegen Rezept erhältlich.
Bei Babys, welche Babymilch auf Soja-Basis bekamen, kann die Konzentration von Isoflavonen im Blut um den Faktor 13.000 bis 20.000 ansteigen. 2006 lagen zu wenige Daten vor, um zu beurteilen, ob dies einen negativen Effekt hat.

### Ländervergleich
Die Konzentration von Phytoöstrogenen im Urin schwankt je nach Ernährung. Japaner haben teils um den Faktor 50 mehr Phytoöstrogene im Urin als Amerikaner.